# Barent Erickszoon
Barent Erickszoon (auch Barent Eriksz, Bernhard Ericks o. ä.) war ein niederländischer Seefahrer gegen Ende des 16. und zu Beginn des 17. Jahrhunderts. Er stammte aus Enkhuizen, sonst ist über seine Herkunft nichts weiter bekannt. Er ist wahrscheinlich der erste Niederländer, der die westafrikanische Goldküste betreten hat, nachdem im Jahre 1579 die Republik der Vereinigten Niederlande entstanden war.
Barent Erickszoons Schiff stach am 1. November 1590 mit Ziel Brasilien in See. Am Äquator geriet man in einem Sturm und anschließende starke Gegenwinde ließen das Schiff drei Monate lang im Golf von Guinea umherirren, bis man schließlich am 17. September 1591 auf der damals zu Spanien gehörigen, aber unbesetzten Insel Príncipe landete, um nötige Schiffsreparaturen vorzunehmen. Den auf der Nachbarinsel São Tomé befindlichen Spaniern war jedoch die Ankunft der Holländer nicht verborgen geblieben und so überfielen sie eines Nachts mit 30 Mann die Niederländer. Barent Erickzoon und 36 seiner Gefährten gerieten in Gefangenschaft und wurden auf São Tomé eingekerkert. Im Verlaufe von anderthalb Jahre starben 30 der Holländer. Eines Tages wurden zwei französische Gefangene, die zuvor auf Elmina gefangengehalten worden waren, ins Gefängnis nach São Tomé überführt und zu den Holländern gesperrt. Die Franzosen erzählten von den Reichtümern der Goldküste und schon bald hatte sich eine innige Freundschaft zwischen Franzosen und Holländern entwickelt. Gemeinsam gelang schließlich die Flucht und im März 1593 war man wieder glücklich in Europa.
Die Holländer berichteten in der Heimat von den Erzählungen der Franzosen und umgehend wurde die Ausrüstung mehrerer Expeditionen an die goldreiche Küste Westafrikas in Angriff genommen. Im Juni 1593 lief als erstes die „Maegdt van Enckhuisen“ in Richtung der „Goudkust“ aus. Sie hatte 25 Mann Besatzung und stand unter der Führung von Barent Erickszoon. Nach neun Monaten, im März 1594, war man wieder zurück. An Bord befanden sich neben einer größeren Menge Gold auch 8 – 9 Lasten Pfeffer und etwa 7 – 8 Zentner Elfenbein.
Barent Erickszoon war jedoch nicht der einzige, der 1593 in Richtung Guineaküste auslief. Kurze Zeit später lief ein weiteres Schiff unter dem aus Hoorn stammenden Kapitän Dirk Veldemius in Richtung Goldküste aus. Unterwegs fiel man jedoch französischen Piraten in die Hände und von Schiff und Mannschaft fehlte anschließend jede Spur. Ebenfalls 1593 lief ein Schiff unter dem aus Medemblick stammenden Cornelis Treekszoon Vreyer in Richtung Guineaküste aus. Stürme am Äquator drängten jedoch das Schiff südlich vom Kurs ab. Cornelis Treekszoon Vreyer gilt als der erste Holländer, der in Angola Handel getrieben hat.
Barent Erickszoon unternahm insgesamt 11 Fahrten an die Guineaküste und eine nach Indien. Von letzterer brachte er u. a. auch 10.200 Tierhäute mit.